# El Papatlar
El Papatlar är en ort i Mexiko.   Den ligger i kommunen Texcatepec och delstaten Veracruz, i den sydöstra delen av landet, 160 km nordost om huvudstaden Mexico City. El Papatlar ligger 1 199 meter över havet och antalet invånare är 440.
Terrängen runt El Papatlar är kuperad åt nordost, men åt sydväst är den bergig. Runt El Papatlar är det ganska glesbefolkat, med 32 invånare per kvadratkilometer. Närmaste större samhälle är Tlachichilco, 9,0 km öster om El Papatlar. I omgivningarna runt El Papatlar växer i huvudsak städsegrön lövskog.